# HD9255
HD9255 — хімічно пекулярна зоря спектрального класу F0, що має видиму зоряну величину в смузі V приблизно  9,0.
Вона  розташована на відстані близько 1309,9 світлових років від Сонця.